# نقص مخزون الحليب
بالنسبة للرضاعة الطبيعية عند النساء فإن اِنخفاض مخزون الحليب، و الذي يعرف أيضًا بـ بنقص اللبن ومتلازمة عدم كفاية اللبن واِنقطاع اللبن ونقص دَرِ اللبن أو نقص سكر اللبن وهو إنتاج المرأة حليب الثدي بكميات ليست كافية للحاجات الغذائية لطفلها.
يزداد حليب الثدي بناء على اِحتياج الطفل، وينقص حين يظل اللبن في الثديين. نقص مخزون الحليب غالبًا  يحدث بسبب السماح ببقاء الحليب في الثدي لفترة طويلة من الوقت واستنزافه بطريقة غير كافية أثناء الرضاعة، والذي غالبًا يمكن الوقاية منه إن لم يكن ناجم عن ظروف طبية والتي يقٌدر حدوثها بنسبة 5% بين النساء.
هناك العديد من المفاهيم الخاطئة الشائعة بين الأمهات التي تؤدي إلى اِعتقادهم بأن لديهم لبن غير كاف في حين أن في الحقيقة هن ينتجن ما يكفي. نقص مخزون الحليب الفعلي من المحتمل أن يحدث إذا كان الطفل يُمسك ويبتلع الثدي بشكل جيد، وبرغم ذلك لا ينمو بشكل جيد أو تظهرعليه علامات الجفاف أو سوء التغذية، أو ليس لديه أي حالة طبية تشرح أي نقص في النمو. إن الطريقة الأساسية لزيادة مخزون الحليب هو تحسين ممارسات الرضاعة الطبيعية و/أو عصر الحليب من خلال الضخ أو العصر اليدوي. يزيد دواء دومبيريدون من مخزون اللبن لبعض النساء  وللأمهات اللواتي لا يستطعن إشباع أطفالهن عن طريق إرضاعهن فحسب أو لا يستطعن إرضاعهن بقدر الإمكان فالدواء مع المكملات الغذائية إن قضت الحاجة تكون أكثر فائدة من التغذية عن طريق المكملات وحدها.